# Cornifrons seriziatalis
Cornifrons seriziatalis là một loài bướm đêm trong họ Crambidae.